# مکسانس پرن
مَکسانس پِرَن (فرانسوی: Maxence Perrin‎؛ زادهٔ ۱ آوریل ۱۹۹۵) بازیگر اهل فرانسه است.
از فیلم‌ها یا برنامه‌های تلویزیونی که وی در آن نقش داشته‌است می‌توان به همسرایان اشاره کرد.